# Musée préfectoral d'art de Miyazaki

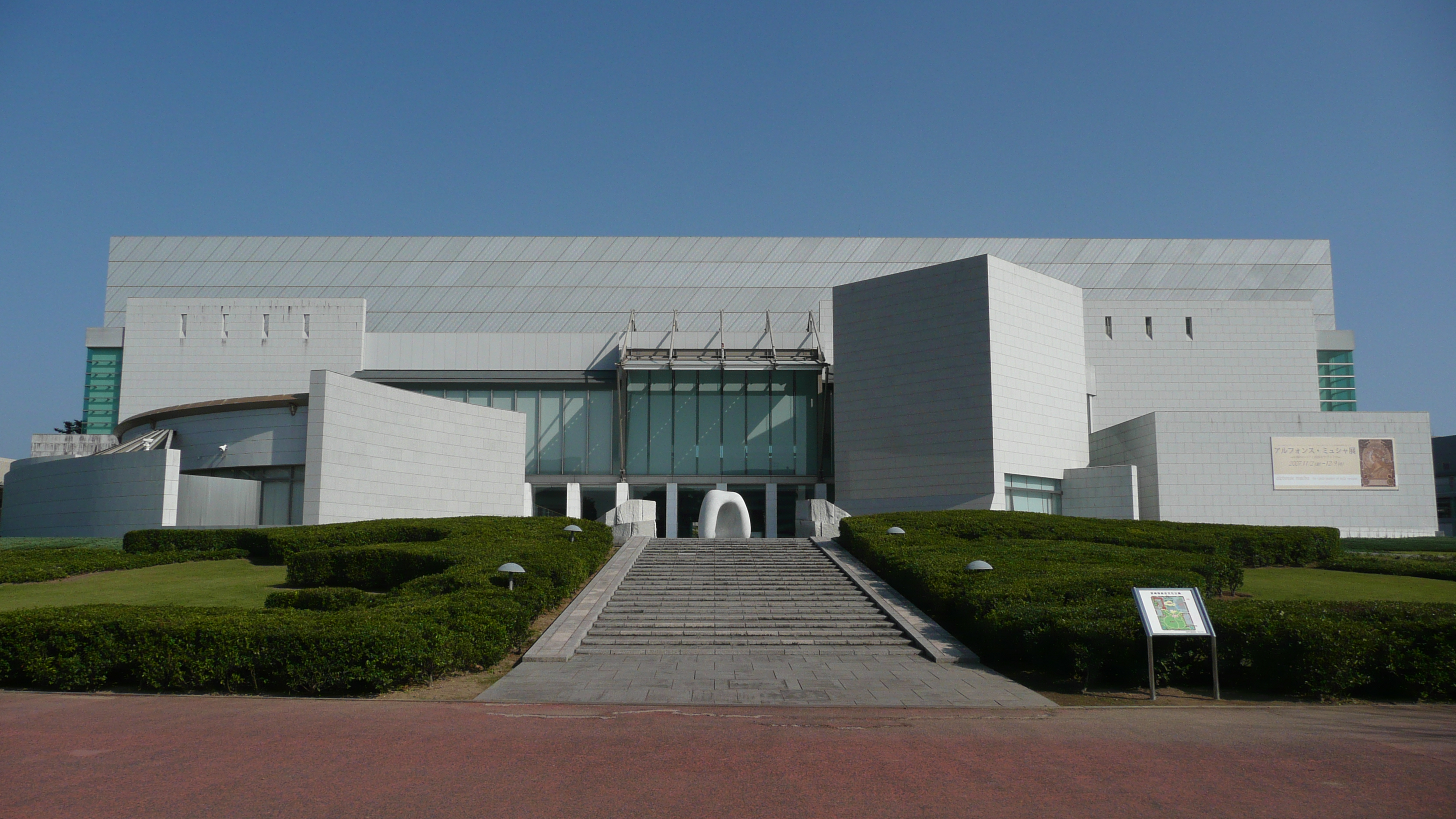
Musée préfectoral d'art de Miyazaki

Le musée préfectoral d'art de Miyazaki (宮崎県立美術館, Miyazaki Kenritsu Bijutsukan) ouvre ses portes à Miyazaki au Japon en octobre 1995. La collection s'intéresse aux artistes originaires ou associés à la préfecture de Miyazaki et inclut également des œuvres de Picasso, Klee et Magritte.